# 印尼克里斯劍

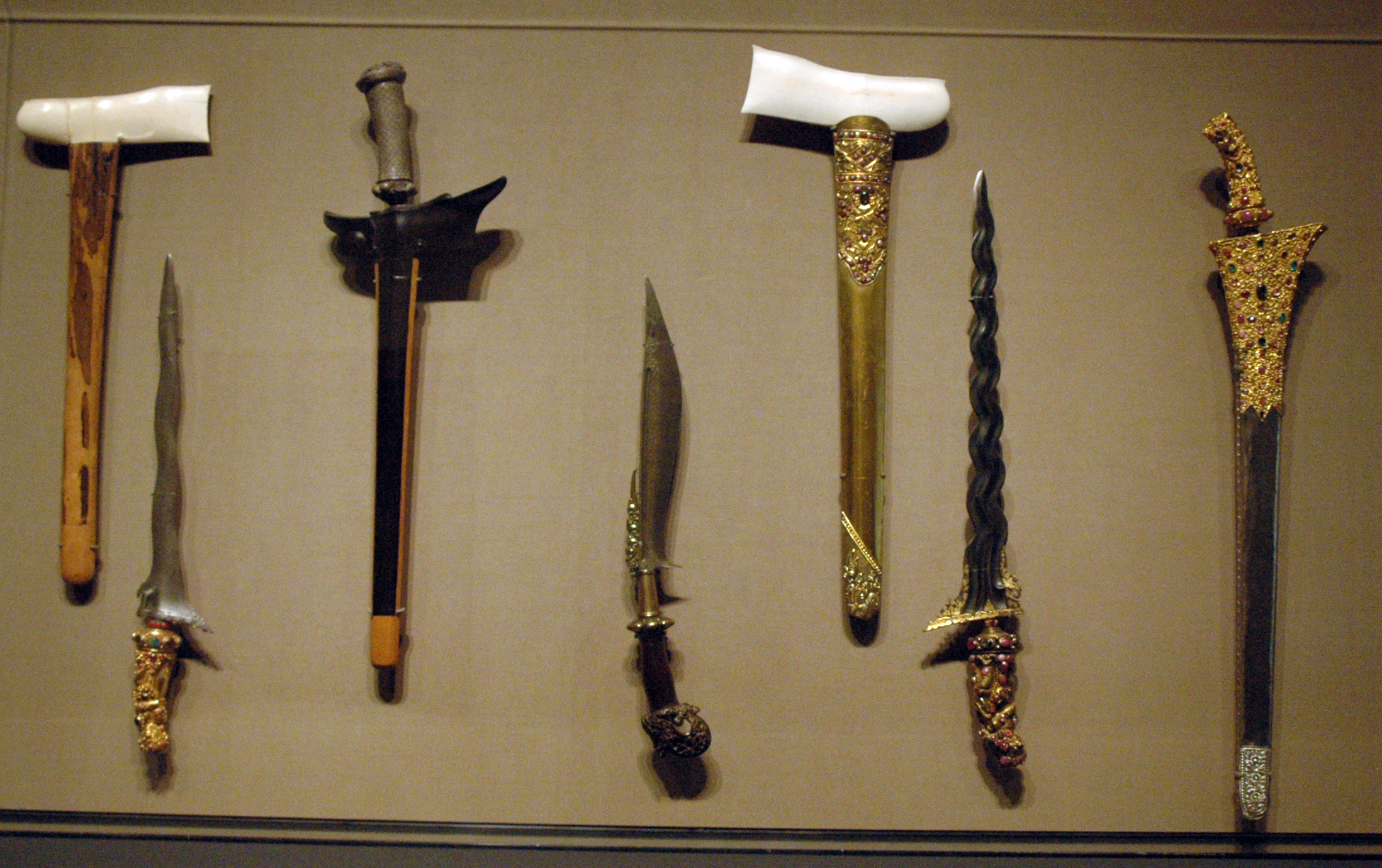
各式各樣的马来短劍与剑鞘

印尼克里斯劍（羅馬化：keris），又稱马来短剑、格里斯劍、克里斯，是马来群岛及马来半岛各民族使用的一種獨特的短劍，主要流行於印度尼西亞、馬來西亞、汶萊、泰國南部以及菲律賓南部等“马来世界”传统文化圈地區，在日本有類似的蛇行劍。由於它的劍刃是波浪型的，因此也被称为波狀刃短劍、波紋劍。

## 語源
“格里斯”一詞來源於古代爪哇語中的“ngiris”一詞，該詞意思是刺或者劈。西方國家常常將該劍的名字拼寫作“kris”，然而在東南亞不少國家卻稱之為“Keris”。值得注意的例外是，菲律賓的摩洛人將該劍拼寫作“Kalis”或“Kris”，而在泰國則讀作“Kris”。此外，以前的一些歐洲殖民者也曾經將該劍的名字拼寫作“cryse”、“crise”、“criss”、“kriss”或“creese”。

## 起源

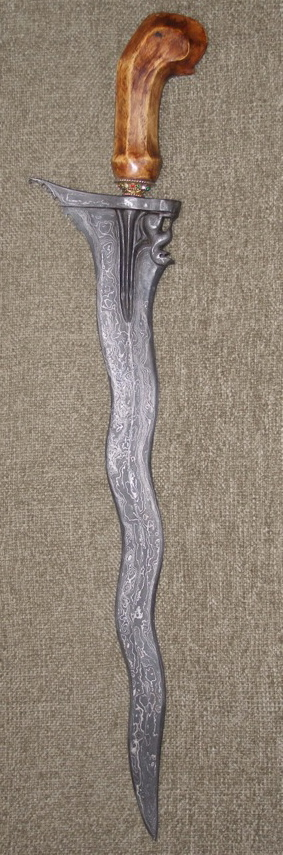
马来短剑

關於马来短剑的起源眾說紛紜，目前最普遍的說法是马来短剑是由越南北部東山文化鐵製劍、戈傳到印尼後發展而成的。今日世界上所確認的最早的马来短剑，其鑄造年代為滿者伯夷王朝時期的1361年。這是由史丹福·萊佛士爵士在對印尼的蘇庫坎蒂遺址考察後得出的結論。然而現代學者對在東南亞發現的一些雕像和浮雕進行研究後發現，马来短剑的歷史可以追溯到更久以前。在印尼的婆羅浮屠（825年）和巴蘭班南坎蒂（850年）的建築中都有類似於马来短剑的影子。

## 使用

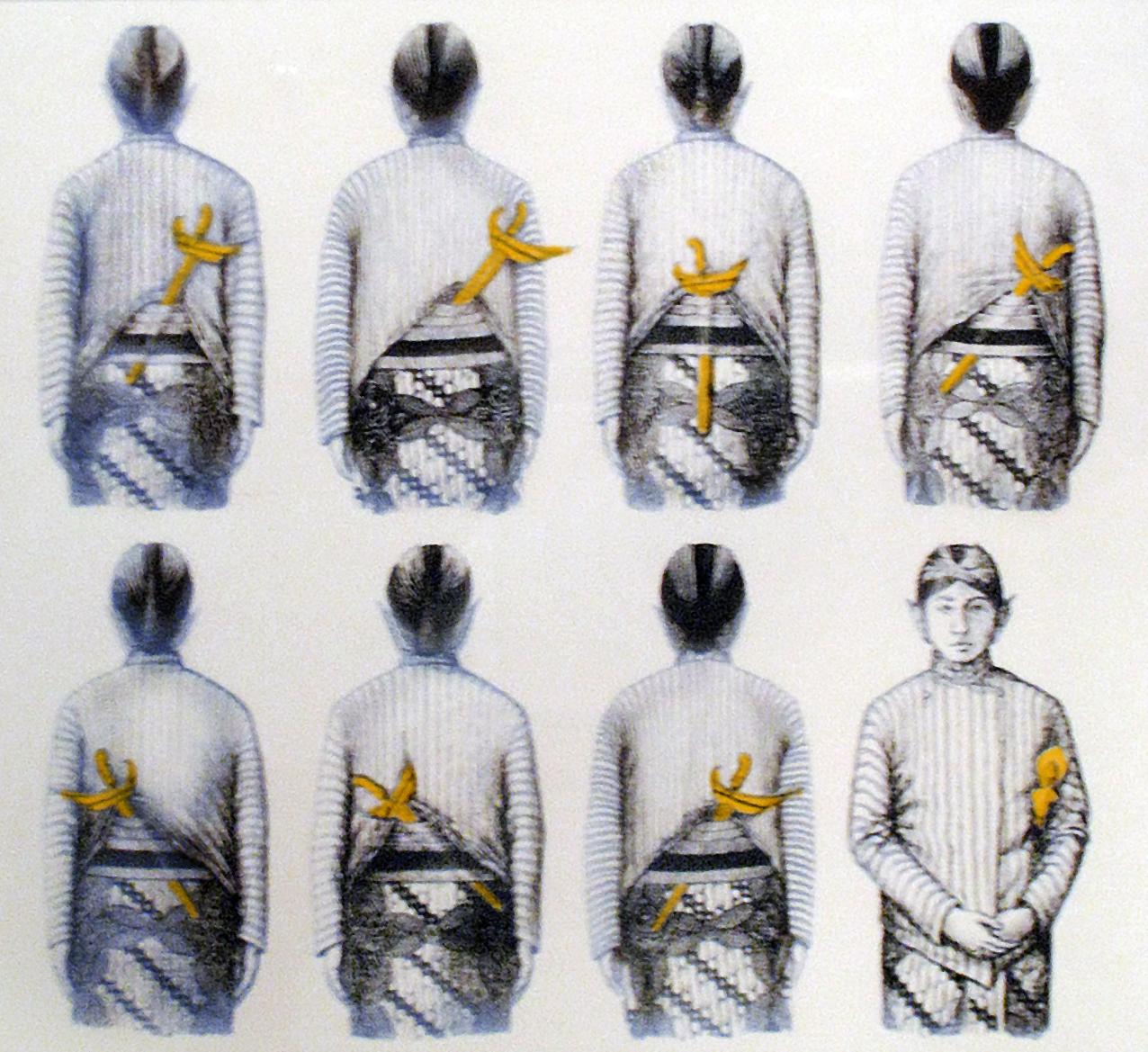
爪哇人佩帶马来短劍的各種方式

在印尼的爪哇島，每個家庭中的男性成員都會佩帶马来短剑。马来短剑往往會有一個彎曲的劍柄，如此的設計能夠加強砍、刺敵人時的劍刃的壓力。然而除了劍柄之外，沒有對手保護的裝置。而且马来短剑的劍刃是彎的難以控制，因此使用马来短剑時如果技術不精，很容易刺傷自己。
現在马来短剑一般用於宗教和儀式上，被當作護身符和傳家寶，或者慶典的飾物。東南亞也流傳著許多關於马来短剑的神話傳說。2005年，聯合國教科文組織確認印尼的马来短剑為世界非物質文化遺產。
馬來短劍主要分為兩種不同形式的劍，直長型馬來短劍象徵「靜」，主要作為防守用馬來短劍；彎曲型馬來短劍象徵「動」，主要作為進攻用馬來短劍，通常彎曲行馬來短劍的彎曲數量為奇數。而一把馬來短劍鍛造過程十分費工，通常需要反覆鍛造入火500次，才能鍛造出一把基本的馬來短劍。

## 相关條目
- 马来族，一个起源于马来半岛、苏门答腊及婆罗洲的南岛民族。
  - 馬來西亞馬來人，定居于马来西亚的马来人。
  - 新加坡马来人，定居于新加坡的马来人。
  - 汶莱马来人，定居于汶莱的马来人。
  - 印尼马来人，定居于印尼的马来人。
  - 泰国马来人，定居于泰国的马来人。
  - 斯里兰卡马来人，定居于斯里兰卡的马来人。
  - 南非马来人，定居于南非的马来人。
  - 科科斯群岛马来人，定居于澳洲海外领地科科斯群島的马来人。
- 馬來人至上